# محسن الأراكي
 محسن الأراکي (بالفارسية: محسن اراکی) (1956 نجف - العراق) مجتهد وعالم دين إسلامي شيعي، عضو هيئة رئاسة جمعية مدرسي حوزة قم العلمية، الأمين العام السابق ل المجمع العالمي للتقريب بين المذاهب الإسلامية، وهو مؤسس المركز الإسلامي في إنجلترا، ورئيس اللجنة الاقتصادية في مجلس خبراء القيادة في إيران.، وأحد أبرز علماء الدين الإيرانيين من تلامذة المرجع الديني والمفكر الإسلامي محمد باقر الصدر ومن الذين أفادوا من الحوزة العلمية في النجف والحوزة العلمية في قم على حد سواء، وهو يجيد العربية كلغته الأم كما يجيد الإنجليزية ويكتب بها.

## ولادته وعائلته
ولد آية الله الشيخ محسن الأراكي عام (1956م) في النجف، العراق.
والده آية الله الميرزا حبيب الله الأراكي كان من أشهر الفقهاء وأساتذة الحوزة العلميّة في النجف والذي كان - علاوة على منزلته العلمية التي وضعته في عداد أبرز العلماء في الحوزة - من البارزين في ميدان العمل أيضاً. وقد نقل آية الله كاظم المرعشي قائلاً: كنت أتحاور مع آية الله أبو القاسم الخوئي حول الشخصية التي لها أهلية الزعامة الدينية للحوزة العلمية بعده فقال لي: «إنّ آية الله الميرزا حبيب الله الأراكي هو أجدر تلك الشخصيات». أما والدته فهي كريمة آية الله صفر علي الأراكي. وهو من أعاظم الفقهاء والزهّاد في الحوزة العلمية في النجف. له تأليفات عديدة في علمي الفقه والأصول مما يقارب دورة فقه استدلالي ودورة أصول كاملتين.

## تدرجه الدراسي
- بدأ بتعلّم القرآن الكريم عند والده ووالدته كما درس القرآن أيضاً عند أخته الكبرى التي درّسته كذلك «گلستان سعدي» في الأدب الفارسي والكتب الدراسية للأعوام الثلاثة الأولى من المرحلة الابتدائية.
- نظراً إلى الظروف غير المناسبة التي كانت محيطة بالمدارس تلك الأيام وبهدف التوجّه لتعلّم اللغة العربية بشكل كامل قرر والده أن ينتقل إلى الدراسة الابتدائية في مدرسة منتدى النّشر تحت إشراف آية الله الشيخ محمدرضا المظفّر؛ حيث بدأ من الصف الثالث واستمر هنالك حتى الصف الأول المتوسط.
- من ثمّ - وبإرشاد من والده - توجّه إلى دراسة العلوم الإسلامية في الحوزة العلمية. فكانت أول إطلالته على هذه العلوم عام (1968م). درس بعض المقدّمات والسطوح - كشرح الصمدية في النحو، وحاشية الملاعبد الله في المنطق وجزء من معالم الدين في الأصول وأجزاء من شرح اللمعة في الفقه وبعض من الرسائل والكفاية في الأصول - عند والده وأكمل الباقي عند عدد من أشهر الأساتذة الحوزة العلمية في النجف.
- درس أجزاءً من شرح اللمعة عند آية الله عز الدّين بحرالعلوم والجزء الأعظم من أصول الفقه والرسائل عند آية الله العظمى كاظم الحائري وبعضاً من المكاسب عند آية الله الشيخ محمّد تقي الجواهري ووالبعض الآخر عند آية الله العظمى محمود الهاشمي الشاهرودي وآية الله الشيخ عبد المجيد الروشني كما درس أجزاءً من الكفاية عند آية الله عبّاس الخاتم اليزدي، وأجزاءً أخرى عند آية الله حسن المرتضوي.
- درس أيضاً التفسير وعلوم القرآن عند آية الله مصطفى الخمينى، وآية الله الشيخ محمد هادي معرفة والعلامة آية الله محمد باقر الحكيم.
- كما درس أيضاً شرح المنظومة والجزء الأول والثاني من الأسفار في الفلسفة عند آية الله الشيخ عبّاس القوچاني.
- بعد إكمال مرحلة السطوح في عام 1395ه (1975م)، بدأ سماحته بدراسة الفقه والأصول في مرحلة البحث الخارج فدرس بعضاً من مباحث الزكاة عند المرجع آية الله العظمى أبو القاسم الخوئي وبعضاً من ية الله العظمى الشيخ الوحيد الخراساني مما يقارب دورة أصولية كاملة، كما حضر لسنوات عدة دروس الفقه (مباحث الطهارة، والإجارة، والحكومة الإسلامية، والأراضي الموات، وولاية الأمر، والخمس، والاجتهاد والتقليد، والقضاء) ودرس الأصول عند آية الله كاظم الحائري.
- كما تابع أيضاً درساته الفلسفية بدراسة نهاية الحكمة عند آية الله الشيخ مصباح اليزدي وأجزاء من الأسفار عند آية الله الشيخ مرتضى المطهّري وآية الله جوادي الآملي، كما حضر دروس الفلسفة الغربية عند العلامة الشهيد آية الله محمد بهشتي.
- حصل على شهادة الدكتوراه من جامعة بورتسموث University of Portsmouth البريطانية في الفلسفة المقارنة، وعنوان رسالته: العلية والحرية في الفلسفة الإسلامية والغربية كتبت باللغة الإنجليزية، ولم تطبع بعد.

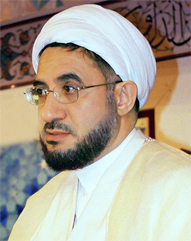
آية الله الأراكي أيام رئاسته للمركز الإسلامي في إنجلترا

## أساتذته
من جملة أساتذته:
- أبو القاسم الخوئي؛
- محمد باقر الصدر؛
- عباس القوجاني؛
- مرتضى مطهري؛
- محمد البهشتي؛
- كاظم الحائري؛
- حسين وحيد الخراساني؛
- عبد الله الجوادي الآملي؛
- محمد تقي مصباح اليزدي.

## نشاطاته العلمية
منذ بداية مرحلة الدراسة والتحصيل وبعد إكمال كل دورة دراسية والانتقال للدورة التالية كان ديدنه تدريس المواد المتعلقة بالدورة المطوية، فعندما كان في النجف درّس المقدّمات إلى مرحلة شرح اللمعة وبعد الهجرة إلى الحوزة العلمية في قم باشر بتدريس شرح اللمعة والرسائل والمكاسب ونهاية الحكمة وشرح المنظومة والأسفار والإشارات وشرح التجريد وكفاية الأصول في مدن قم والأهواز ودزفول. ممثلاً لآية الله علي خامنئي وتأسيسه للحوزة العلمية هناك قام بتدريس سطوح مختلفة من العلوم الإسلامية بدءً من دروس حلقات الأصول والرسائل والمكاسب والفلسفة ووصولاً إلى تدريس البحث الخارج في الفقه (مباحث الحكومة الإسلامية والقضاء) والأصول، إضافة إلى بحوث التفسير باللغات العربية والفارسية والإنجليزية.

## مؤلفاته باللغة العربية
1. الولاية الإلهيّة وولاية الفقيه (1991م).
2. المختار من مقتل الحسين في بحار الأنوار (1992م).
3. مدخل إلى منهج المعرفة الإسلاميّة (1997م).
4. المعرفة الإسلامية، منهجاً وتصوراً.
5. نظرية النص على الإمامة في القرآن الكريم.
6. صلح الإمام الحسن وثورة الإمام الحسين من منظور السنن التأريخية في القرآن الكريم.
7. حوار في الإمامة.
8. مدخل إلى العرفان الإسلامي.
9. الأسس النظرية للدولة الإسلامية.
10. أساس الحكم في الإسلام.
11. معالم الفكر الأصولي الجديد.
12. حجّية سنة الصحابي، دراسة ونقد.
13. الصحوة الإسلامية المعاصرة، أدوار وروّاد.
14. نظرية الحكم في الإسلام.
15. فقه القضاء.
16. كتاب الخمس.
17. صلاة الجمعة.
18. مبدأ العلية والإرادة.
19. ملكيّة المعادن في الفقه الإسلامي.

## مؤلفاته باللغة الإنجليزية
1. Contemporary Islamic Awakening (ترجمة: الصحوة الإسلامية).
2. Free Will between Islamic Contemporary Philosophy and Western Contemporary Philosophy.

## تحقيقات ومقالات
نشرت لآية الله الأراكي مقالات متعددة في مجلات علمية وثقافية داخل الجمهورية الإسلامية وخارجها باللغات العربية والفارسية والإنجليزية. هذا بالإضافة إلى حجة الإسلام والمسلمين مُنذر الحكيم والذي طبعه مجمع الفكر الإسلامي. كما قام بتحقيق كتاب «اللّوامع الالهيّة في المباحث الكلاميّة» للمقداد السيوري بالتعاون مع العلامة عمار أبو رغيف والذي طبعه أيضاً مجمع الفكر الإسلامي لاحقاً.

## مشاريعه التأسيسية
قام آية الله الأراكي بتأسيس العديد من المشاريع العلمية والدينية والثقافية أينما حل وارتحل منذ أيام الدراسة في النجف وبعد ذلك في قم ودزفول ولندن. من بين تلك المشاريع:
1. المكتبة العامة في مسجد الطريحي في النجف.
2. مركز الدراسات الإسلامية (1980م) في مدينة المحمرة الإيرانية.
3. مركز التوعية الإسلامية (1980م) في خرمشهر.
4. تأسيس مجمع الفكر الإسلامي مع ثلة من الفضلاء والمحققين (1990م) في قم.
5. تأسيس مجلة الفكر الإسلامي (التابعة لمجمع الفكر الإسلامي) والإشراف على إدارتها في قم.
6. إقامة المؤتمر الكبير للشيخ الأعظم الأنصاري وأمانته العامة (1995م) في قم.
7. تأسيس الحوزة العلمية (مدرسة آية الله القاضي) في مدينة دزفول الإيرانية.
8. تأسيس مؤسسة الخميني الخيرية (دارأيتام، مستوصف و..) في دزفول.
9. تأسيس كلية أصول الدين (1367ش، 1409ه، 1989م) فرع دزفول.
10. تأسيس «المركز الإسلامي في إنجلترا» (1416ه، 1996م).
11. تأسيس مراكز إسلامية في كل من: منتشستر، برمنگهام، نيوكاسل، غلاسكو وغيرها.. في بريطانيا.
12. تأسيس الحوزة العلمية في لندن (معهد الإمام الحسين للدراسات الإسلامية) في بريطانيا.
13. تأسيس كلية العلوم الإسلامية في لندن (Islamic College for Advanced Studies) في بريطانيا.
14. تأسيس المدرسة الابتدائية الخاصة للجالية الإيرانية في لندن.
15. تأسيس «جماعة علماء المسلمين في بريطانيا» بالتعاون مع ثلة من العلماء والفضلاء المقيمين في أوروبا.
16. تأسيس العديد من المجلات العلمية في لندن وبلغات مختلفة والإشراف على إدارتها (منها: «شؤون إسلامية» و«البلاغ» بالعربية، و«صبا» بالفارسية، و"Discourse" وغيرها بالإنجليزية).
17. المشاركة في الهيئة الاستشارية لـ مجلة الفقه المقارن.[2]

## نشاطاته السياسية والاجتماعية
باشر آية الله الأراكي نشاطه السياسي في النجف ضد الحزب الحاكم في العراق والسلطة الملكية في إيران. فقد كانت له ولوالده علاقات وطيدة مع بيت الإمام الخميني في النجف وقد قاممعه، والذي أدّى لاختفائه عن الأنظار مدة عام. في عام 1976م قرر الهجرة من النجف إلى قم وهنالك قامت أجهزة الأمن الإيرانية بطلبه والتحقيق معه عدة مرات، وبعد اليأس من الحصول على معلومات مفيدة منه تم الإفراج عنه.

## مسؤولياته
مع انتصار الثورة الإسلامية في إيران حوّلت له مواقع ومسؤوليات في خدمة الدين والمجتمع كان من بينها:
- رئاسة المحاكم الثورية في مدينتي عبادان وخرمشهر وكان ذلك بأمر من الشيخ الشهيد آية الله القدوسي عام (1981م)؛
- ثم عيّن في عام (1982م) رئيساً للمحاكم الثورية في محافظة خوزستان ومن ثمّ اضيفت إلى مهامه الرئاسة العامة لمحاكم المحافظة؛
- في عام (1984م) وبعد تخطّي مرحلة الخطر الأولى في بدايات الحرب العراقية الإيرانية قرر الاستقالة من جميع مناصبه في المحافظة لشدة شوقه وولعه للاستمرار في نشاطاته العلمية لكن بعد ثلاثة أعوام أي في عام (1987) وبناء على طلب من أهالي مدينة دزفول (في محافظة خوزستان الجنوبية) عين كممثل للإمام الخميني الراحل وإمام لجمعة المدينة واستمر في هذا الموقع إلى نهايات فترة الحرب؛
- ثم اضيفت إلى هذه المهام مسؤوليات أخرى (من قبيل: حاكم الشرع المشرف على الأراضي لمحافظة خوزستان، ممثلية الولي الفقيه في جامعة الشهيد چمران في الأهواز وغيرها من المواقع)؛
- كان له حضور مداوم في جبهات الحرب مع النظام البعثي أثناء تصديه لمهام إمامة الجمعة في دزفول وقبل ذلك (منذ بداية الحرب)؛
- ومن العام (1988م) إلى (1997م) انيطت له مهام ممثلية الولي الفقيه في قوات فيلق بدر التابع للمجلس الأعلى للثورة الإسلامية في إيران؛
- وفي عام 1411ه (1991م) انتخب نائباً عن أهالي محافظة خوزستان في مجلس خبراء القيادة واعيد انتخابه في الدورة اللاحقة؛
- في عام 1415ه 1995م بعث من قبل قائد الثورة الإسلامية آية الله الخامنئي إلى بريطانيا ممثلاً عنه، فأنشأ العديد من المؤسسات الدينية والثقافية والعلمية كان أبرزها المركز الإسلامي في إنجلترا؛
- وبعد عشرة أعوام قرر العودة إلى الوطن والتفرغ للنشاطات العلمية التخصصية في الحوزة العلمية في قم، وكان ذلك عام (2004م).

## تدريسه ونشاطاته الفعلية
الشيخ محسن الأراكي عضو في مجلس خبراء القيادة في إيران نائباً عن محافظة مركزي الإيرانية وهو يرأس اللجنة الاقتصادية فيه، كما أنه عضو بالهيئة الرئاسية في جمعية مدرسي حوزة قم العلمية.
بعد تنحيه عن رئاسة المجمع العالمي للتقريب بين المذاهب الإسلامية انتخب آية الله الأراكي لعضوية المجلس الأعلى لشورى الحوزة العلمية في إيران، وهو يقوم في الوقت الراهن بتدريس البحث الخارج في الفقه والأصول إلى جانب التأليف العلمي، والعضوية في المجلس الأعلى لشورى المجمع العالمي لأهل البيت (ع)، والمجلس الأعلى لشورى المجمع العالمي للتقريب بين المذاهب الإسلامية، وكذلك الإشراف على المراكز والمؤسسات التي قام بتأسيسها سابقاً (من بينها: مجمع الفكر الإسلامي ومؤسسة الإمام الخميني الخيرية).